# Armena

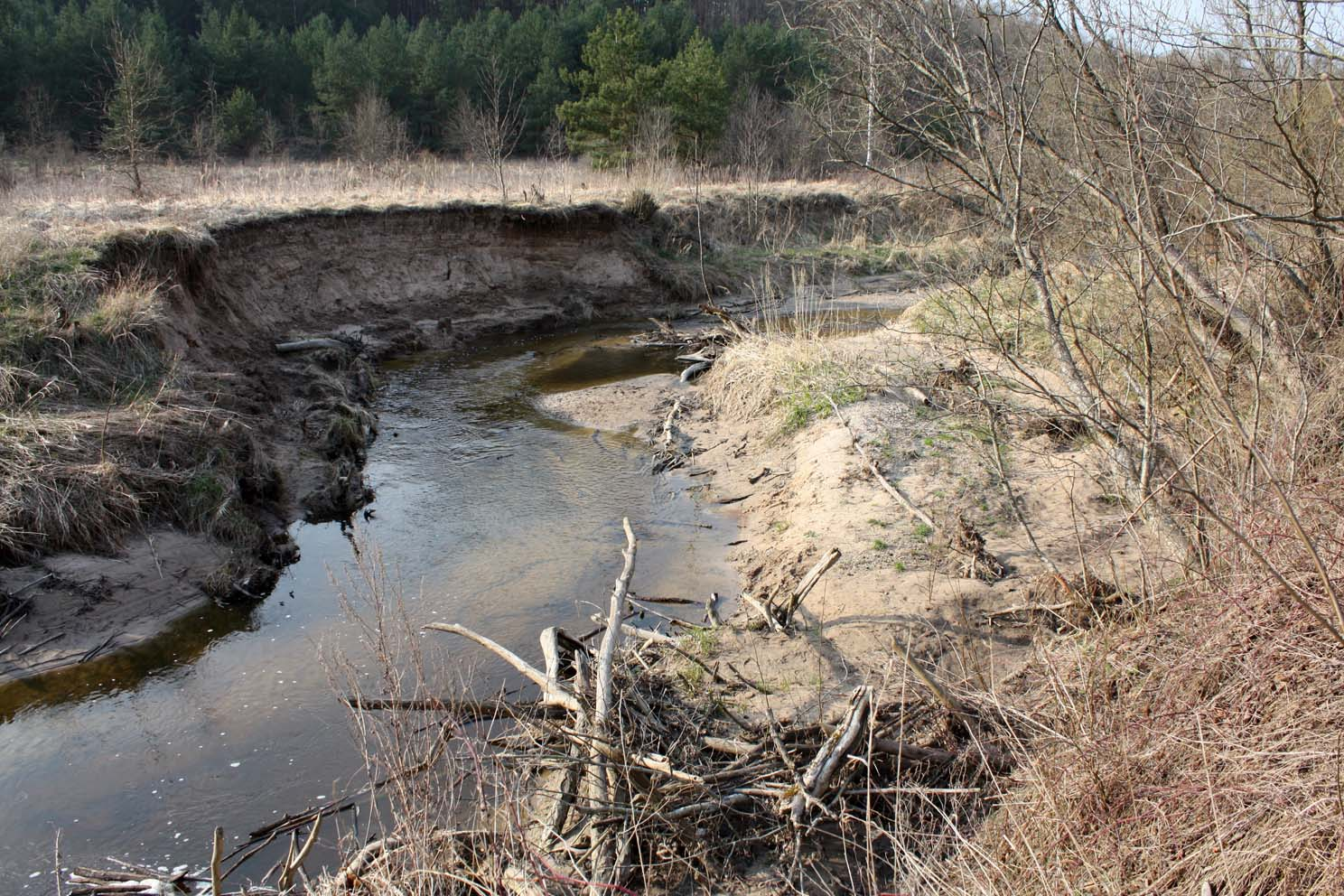
Armena

Armena je řeka 1. řádu v Litvě, v Žemaitsku, pravý přítok Němenu, do kterého se vlévá 163,5 km od jeho ústí do Kuršského zálivu Baltského moře. Teče v okresech Raseiniai (Kaunaský kraj) a Jurbarkas (Tauragėský kraj), v Karšuvské nížině. Je 24,6 km dlouhá. Pramení u východního okraje lesa Juteikių miškas, 4,5 km na jih od města Ariogala. Zpočátku teče v celkovém směru jihozápadním, po průtoku rybníkem Goniūnų tvenkinys (28 ha) se stáčí do směru celkově jihojihovýchodního. Údolí dolního toku je součástí chráněné krajinné oblasti Panemunėského regionálního parku. Údolí řeky je 10-30 m hluboké. Ve středním toku (11 km) je řeka regulovaná. Šířka koryta je 5-7 m, hloubka 1,5-1,9 m, rychlost toku je 0,1 m/s. Průměrný spád je 3,0 m/km. Průměrný průtok je 0,40 m³/s. 

## Přítoky
- Levé:

| Hydrologické pořadí | Řeka         | Délka (km) | Povodí (km²) | Vzdálenost od ústí (km) | Ústí kde                          | Koordináty ústí                  |
| ------------------- | ------------ | ---------- | ------------ | ----------------------- | --------------------------------- | -------------------------------- |
| 10011891            | A-1          |            |              | 17,8                    |                                   | 55°10′47″ s. š., 23°24′18″ v. d. |
| 10011894            | Armeniukas   |            |              | 6,1                     | rybník Goniūnų tvenkinys Goniūnai | 55°6′24″ s. š., 23°20′24″ v. d.  |
| 10011898            | Džikų upelis |            |              | 2,3                     | Papiškiai                         | 55°5′12″ s. š., 23°21′23″ v. d.  |

- Pravé:

| Hydrologické pořadí | Řeka         | Délka (km) | Povodí (km²) | Vzdálenost od ústí (km) | Ústí kde                 | Koordináty ústí                 |
| ------------------- | ------------ | ---------- | ------------ | ----------------------- | ------------------------ | ------------------------------- |
| 10011892            | Žvirgždė     |            |              | 15,2                    | Šapališkiai              | 55°9′38″ s. š., 23°23′9″ v. d.  |
|                     | Gailupys     |            |              |                         | Armeniškiai              | 55°8′32″ s. š., 23°22′52″ v. d. |
|                     | Beržupis     |            |              |                         | Armeniškiai              | 55°8′30″ s. š., 23°22′38″ v. d. |
|                     | Naužupis     |            |              |                         | Girkai                   | 55°7′26″ s. š., 23°20′33″ v. d. |
| 10011893            | Dvaro upelis |            |              | 6,6                     | rybník Goniūnų tvenkinys | 55°6′34″ s. š., 23°19′54″ v. d. |